# Regió Diana
Diana és una regió de Madagascar. Aquesta regió és la més septentrional del país. Limita emb les regions de Sava al sud i de Sophia a l'oest. Ocupa una superfície de 19.266 km², i té una població de 485.800 el 2004. La capital regional és Antsiranana (també coneguda com a Diego Suarez).

## Geografia

### Rius
Els rius principals de la regió Diana són:
- Besokatra
- Irodo
- Loky
- Mahavavy
- Ramena
- Saharenana
- Sambirano

### Reserves naturals i atractius turístics
A Diana hi ha parcs nacionsals i atractius turístics:
- Parc Nacional Amber Mountain
- Reserva de Analamerana
- Reserva d'Ankarana
- Reserva de Lokobe
- Reserva de Manongarivo
- Reserva de Tsaratanana
- Tsingy Rouge

## Divisions administratives
La regió Diana està dividida en cinc districtes i subdividida en 51 communes (municipis).
- Districte d'Ambanja
- Districte d'Ambilobe
- Districte d'Antsiranana I  (la ciutat d'Antsiranana)
- Districte d'Antsiranana II (zona rural Antsiranana)
- Nosy Be District (l'illa de Nosy Be)

Antsiranana és un important port de pesca de tonyina, gambes i cogombres de mar.
En gricultura destaca la producció d'olis essencials, principalment 
Ylang Ylang però també de Palmarosa, Vetiver i d'alfàbrega a les regions de Nosy Be i Ambanja.